# Reuilly-Sauvigny
Reuilly-Sauvigny é uma comuna francesa na região administrativa de Altos da França, no departamento de Aisne. Estende-se por uma área de 6,54 km². Em 2010 a comuna tinha 206 habitantes (densidade: 31,5 hab./km²).